# 6568 Serendip
6568 Serendip eller 1993 DT är en asteroid i huvudbältet som upptäcktes den 21 februari 1993 av de båda japanska astronomerna Seiji Ueda och Hiroshi Kaneda i Kushiro. Den är uppkallad efter det antika namnet på Sri Lanka.
Asteroiden har en diameter på ungefär 9 kilometer.